# Sunita Williams
Pour les articles homonymes, voir Williams.
Sunita Lyn Williams, née le 19 septembre 1965 à Euclid (Ohio), est une astronaute américaine.

## Biographie
Son père, Deepak Pandya (en), d'origine indienne, est un spécialiste de la neuroanatomie et sa mère a des origines slovènes.
En 1987, elle rentre à l'Académie navale d'Annapolis où elle obtient un Bachelor of Science de physique puis en 1995, elle obtient un Master of Science de management d'ingénierie à l'Institut technologique de Floride.
Sunita Williams obtient ses ailes d'aviateur dans la United States Navy en juillet 1989 et poursuit sa carrière dans des unités d'hélicoptères de soutien.
De 1992 à 2017, elle est pilote d'essai de l'US Navy, essentiellement d'hélicoptères, avec le grade de captain. Elle est mariée et n'a pas d'enfant.

## Vols réalisés

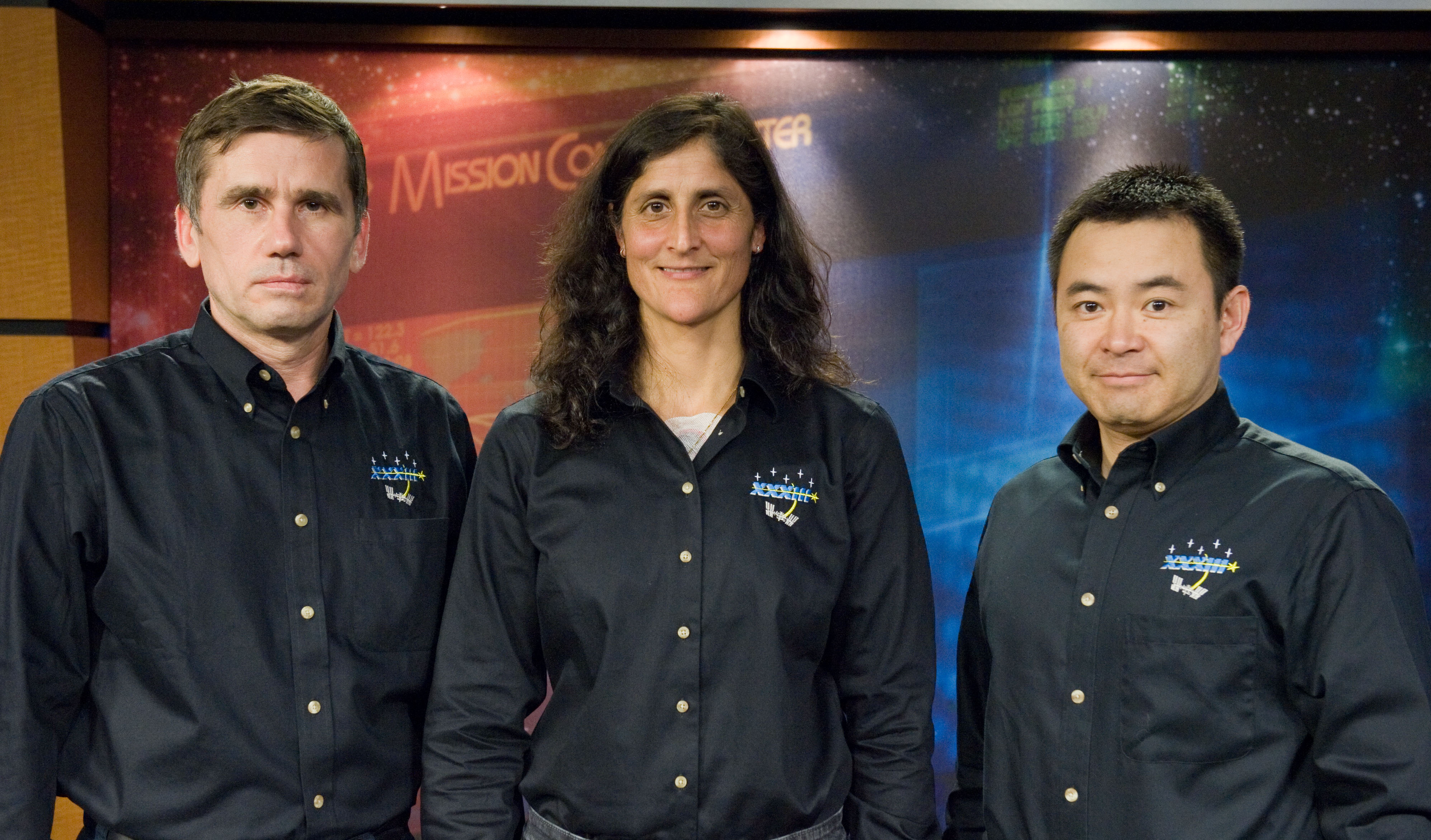
Membres de l'expédition 32, Sunita Williams, Iouri Malentchenko (gauche) et Akihiko Hoshide.

### Expédition 14
Sunita Williams est sélectionnée une première fois pour faire partie de l'expédition 14 de la Station spatiale internationale, qu'elle rejoint à bord de la navette en décembre 2006 (mission STS-116). Elle revient sur Terre le 22 juin 2007 (mission STS-117).
À cette occasion, elle établit trois records spatiaux féminins : celui du plus long séjour dans l'espace (188 jours, record anciennement détenu par Shannon Lucid datant de 1996), le plus grand nombre de sorties dans l'espace (4) et temps le plus long passé en sortie dans l'espace (29 heures et 17 minutes). Ces records ont tous depuis été battus par sa collègue Peggy Whitson.
Après sa mission, Sunita Williams est chef adjointe du groupe des astronautes de la NASA pendant un an.

### Expéditions 32 et 33
Sunita Williams fait partie de l'expédition 32 de la Station spatiale internationale qu'elle rejoint à bord du vaisseau Soyouz TMA-05M le 15 juillet 2012 en compagnie du Russe Iouri Malentchenko et du Japonais Akihiko Hoshide.
Le 5 septembre suivant, elle devient, avec 44 heures et 2 minutes, la femme ayant totalisé la plus longue sortie extra-véhiculaire. Son record a été battu par Peggy Whitson en 2017. Trois sorties extravéhiculaires ont en effet été accomplies lors de cette mission, avec Akihiko Hoshide.
Le 17 septembre, Sunita Williams devient la deuxième femme commandant de l'ISS dans le cadre de l'expédition 33.
Le 19 novembre, elle est de retour sur terre après 125 jours en orbite.

### CST-100 Starliner
Williams fait partie des quatre astronautes vétérans sélectionnés pour être les premiers à tester les nouvelles capsules CST-100 Starliner de Boeing et Dragon V2 de SpaceX. Elle doit ainsi être la pilote d'un des premiers vols de la capsule de Boeing, Boe-CFT ou Boeing Starliner-1.
Elle est finalement affectée, avec son compatriote Barry Wilmore, à la mission Boe-CFT qui est lancée le 5 juin 2024. Leur séjour à bord de la station spatiale internationale est prolongé en raison d'anomalies sur le vaisseau Starliner qui doit les ramener vers la Terre,,,
Le 22 septembre 2024, elle prend le commandement de l'Expédition 72 (ISS) devenant ainsi la deuxième femme à commander à deux reprises l'ISS (après Peggy Whitson) 
Leur retour intervient finalement le 18 mars 2025 - après près de 286 jours dans l’espace.  

## Galerie

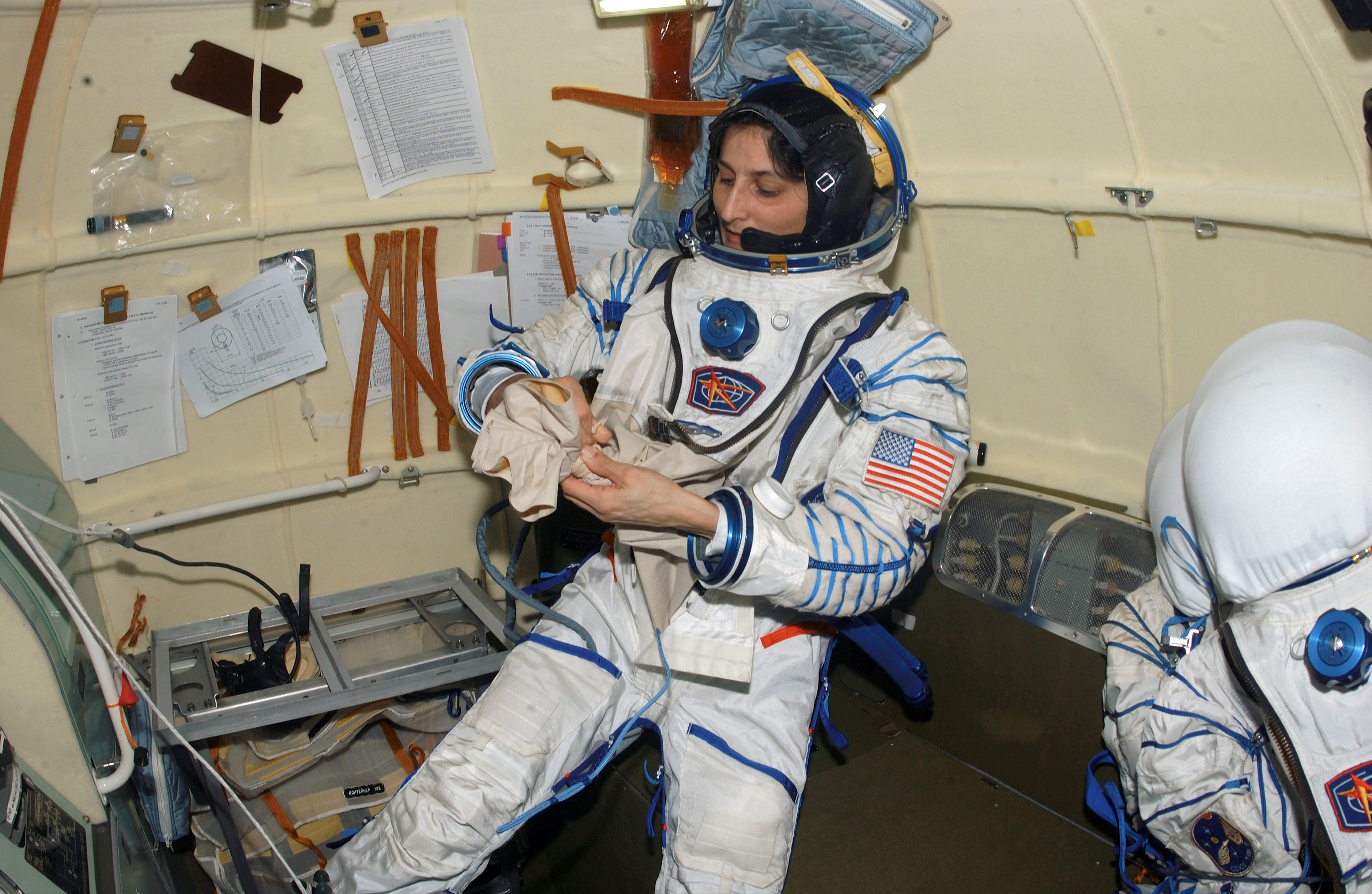
Sunita Williams est ici dans le Soyouz TMA-9, lors de sa première mission.
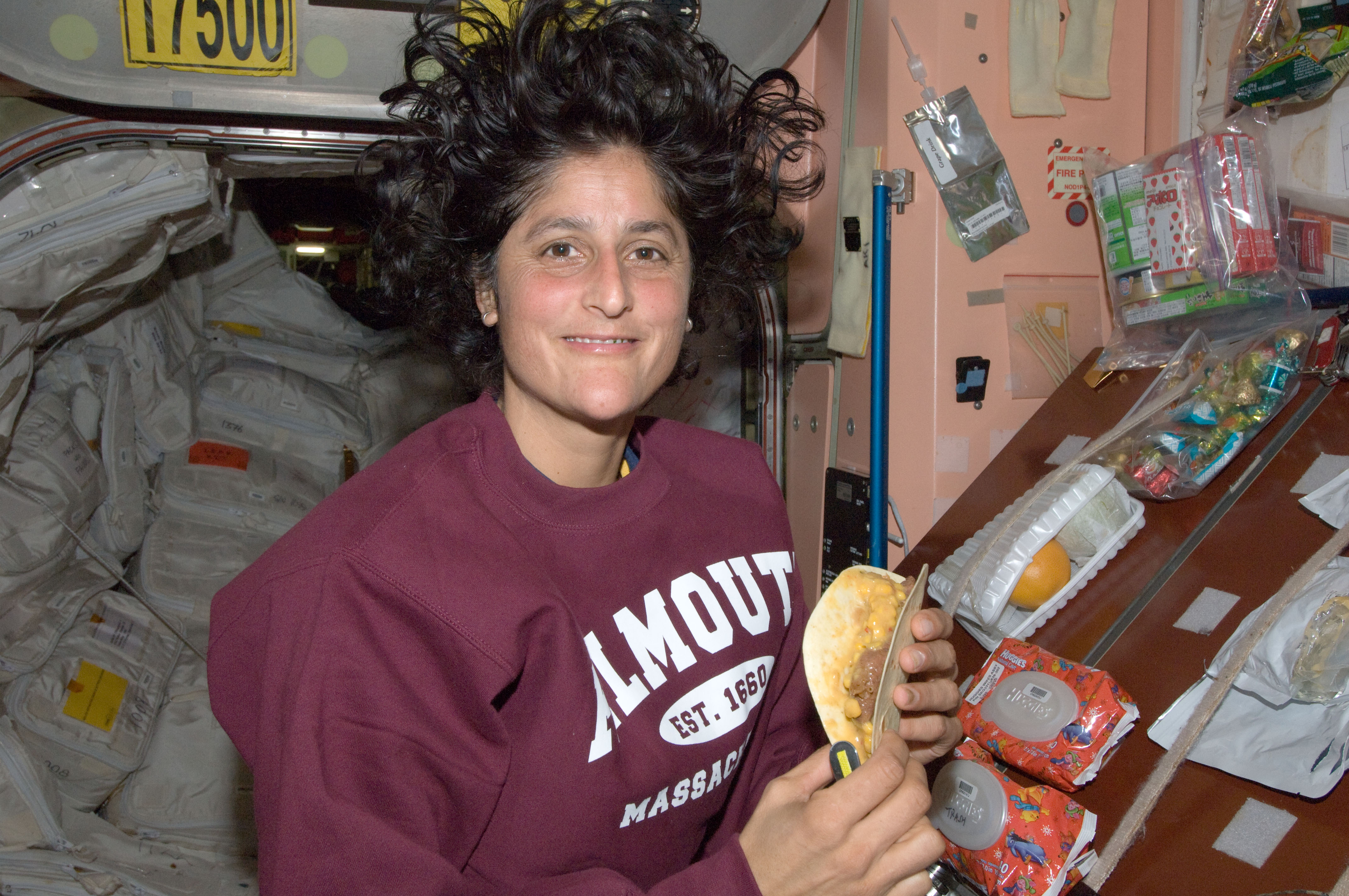
Dans le module Unity (Station spatiale internationale), l'Américaine se prépare à manger lors de sa deuxième mission.
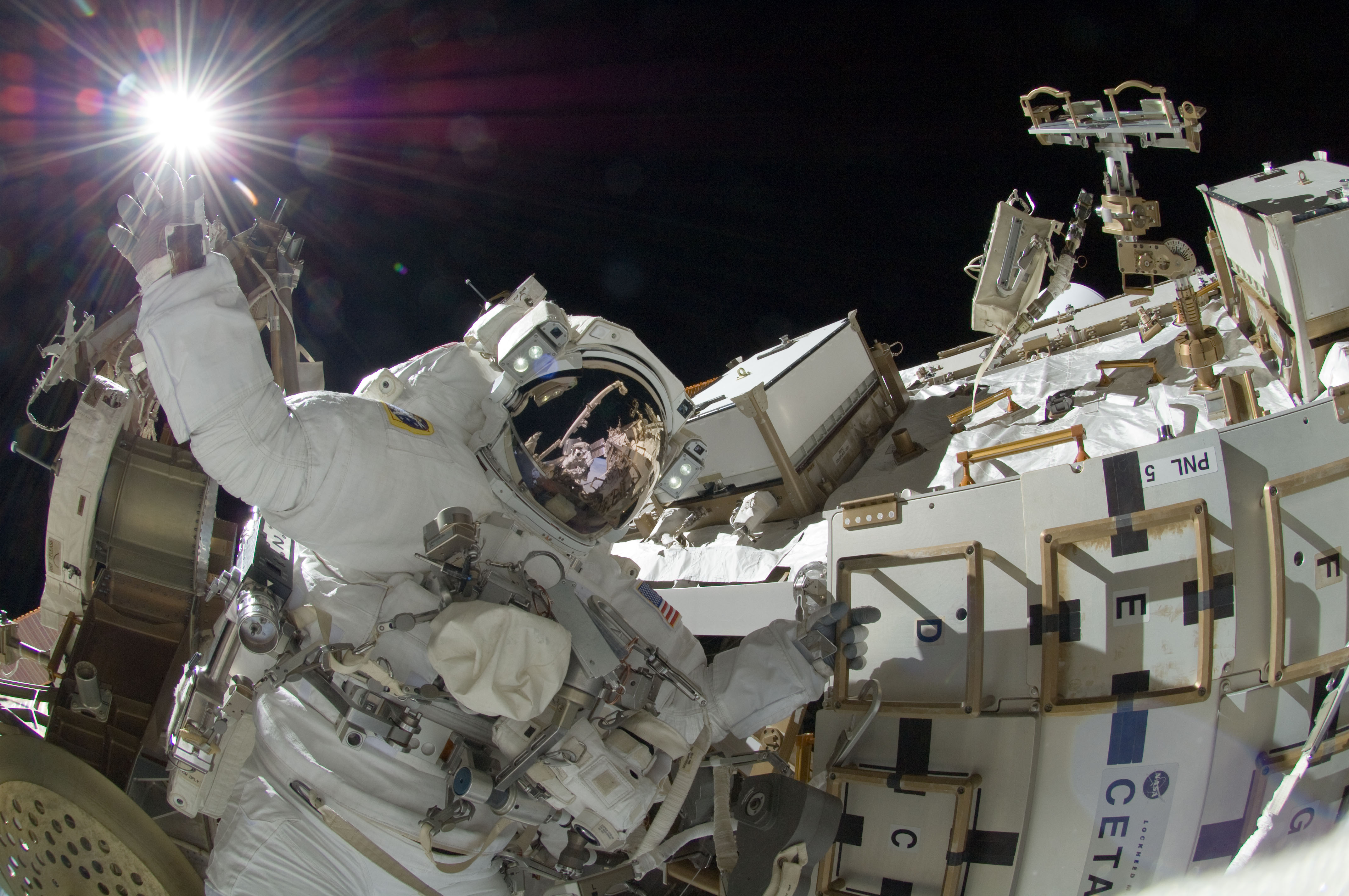
Sunita Williams semble ici brandir le soleil par un effet d'optique, alors qu'elle effectuait la troisième sortie extravéhiculaire de sa deuxième mission.

## La1remarathonienne de l'espace

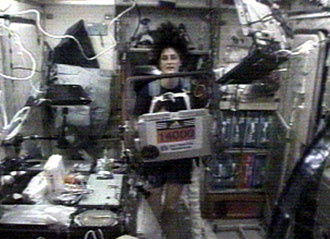
Marathon orbital.

Le 16 avril 2007, S. Williams a disputé à distance le marathon de Boston. En effet, peu sollicités dans un environnement de micro-gravité, les muscles et les os s'affaiblissent et les astronautes ont l'obligation de s'entretenir physiquement quotidiennement sur des appareils de musculation. L'ingénieure américaine joignit donc l'utile à l'agréable en s'élançant sur un tapis roulant, à bord de l'ISS, au moment où le départ était donné sur Terre, à Boston.
Sa participation était essentiellement symbolique, bien que réunissant les conditions de participation (elle effectue un temps très honorable de 3 heures 29 minutes et 57 secondes au marathon de Houston (Texas) en 2006), et collant au plus près de la réalité, le tapis roulant reproduisant les principales difficultés du parcours. Dans ces conditions très particulières, elle établit un temps de 4 heures et 24 minutes.
Clin d'œil de la vénérable Boston Athletics Association (BAA) : elle se vit attribuer le dossard numéro 14.000, en rappel de son appartenance à l'expédition 14.

## Décorations
- Navy Commendation Medals (deux fois)
- Navy and Marine Corps Achievement Medal
- Humanitarian Service Medal.